# Física de semiconductores
La Física de semiconductores es el conjunto de teorías y modelos que explican el comportamiento de los semiconductores, bajo diversas condiciones.

## Primeras observaciones
Michael Faraday descubrió que el sulfuro de plata tiene un coeficiente negativo de resistencia.
En 1839 A. E. Becquerel observó un fotovoltaje al alumbrar un electrodo de un electrolito.
W. Smith, en 1873, advirtió que la resistencia del selenio disminuye al iluminarlo.
En 1874, F. Braun descubrió que la resistencia de los contactos entre metales y piritas de galena depende de la tensión aplicada sobre ellos; A. Schuster observó algo similar en superficies pulidas y no pulidas en cables de cobre.
En 1876, W. G. Adams y R. E. Day construyen la primera fotocélula, y C. E. Fritts presenta el primer rectificador con selenio.
En la década de 1930, E. H. Hall descubre que la cantidad de portadores de carga eléctrica en los semiconductores es mucho menor que en los metales, aunque a diferencia de éstos, aumentan rápidamente con la temperatura, y también que en los semiconductores tienen mucha mayor movilidad. También observó que en algunos casos los portadores eran negativos y en otros positivos.

## Conducción eléctrica
Debido a que la banda que efectivamente conduce es la que está casi vacía o casi llena, la poca densidad de los portadores de carga en el seno del cristal hace que se comporten como un gas clásico o maxweliano.

### Portadores de cargas
En un cristal hay dos clases de portadores de carga: electrones y huecos. Si bien estos últimos son ficticios, ya que resultan de un estado vacante en la banda de valencia, esta condición no invalida los modelos.
Sin entrar en detalles, un semiconductor presenta dos tipos de corriente eléctrica:
- Corriente de arrastre (o deriva): debida a un campo eléctrico.
- Corriente de difusión: debida a la diferencia de concentración de portadores.

{\displaystyle J_{n}=|q|(\mu _{n}n{\vec {E}}+D_{n}\nabla n)}
{\displaystyle J_{p}=|q|(\mu _{p}p{\vec {E}}+D_{p}\nabla p)}

## Tipos de Semiconductores
Una de las propiedades más importantes de los semiconductores es la cantidad de portadores como función de la temperatura. El modelo de las 2 corrientes es el usado para describir los portadores, donde los electrones excitados son los que conducen cargas negativas y los huecos transportan carga positiva. Así que las cantidades importantes a determinar son la cantidad de portadores en la banda de conducción ( {\displaystyle n_{c}} ) y la cantidad de portadores en la banda de valencia ( {\displaystyle p_{v}} ).
Dependiendo de la relación entre la cantidad de portadores en cada banda podremos clasificar a los semiconductores. Así es como si la cantidad de portadores (huecos) en la banda de valencia es igual a la cantidad de portadores de la banda de conducción (electrones) tendremos lo que se llama un semiconductor intrínseco ({\displaystyle n_{c}=p_{v}}). Si, en cambio, la relación cambia se dice que es un semiconductor extrínseco.
El caso intrínseco se da en cristales puros, donde la densidad de carga es despreciable. Las bandas de conducción solo pueden ser ocupadas por electrones que abandonaron la banda de valencia, dejando una vacancia, o sea un hueco. De esta manera la cantidad de cada tipo de portador esta siempre balanceada.
El caso extrinseco, por el contrario, tiene exceso ya sea de electrones o huecos. Esto se debe que el cristal puro se encuentra "contaminado" con un átomo de otro tipo que puede agregar un donor (electron) o un aceptor (hueco), esto pasa cuando ese átomo contaminante tiene una cantidad distinta de electrones en la capa de valencia a los de la red pura.

## Contaminación o dopaje
Los semiconductores en sí no presentan propiedades prácticas, por esto se los contamina para darles alguna propiedad especial, como alterar la probabilidad de ocupación de las bandas de energía, crear centros de recombinación, y otros.
Por ejemplo, en un cristal de silicio o de germanio, dopado con elementos pentavalentes (As, P o Sb); al tener éstos elementos 5 electrones en la última capa, resultará que al formarse la estructura cristalina, el quinto electrón no estará ligado en ningún enlace covalente, encontrándose, aún sin estar libre, en un nivel energético superior a los cuatro restantes. Si consideramos el efecto de la temperatura, observaremos que ahora, además de la formación
de pares e-h, se liberarán también los electrones no enlazados, ya que la energía necesaria para liberar el electrón excedente es del orden de la centésima parte de la correspondiente a los electrones de los enlaces covalentes (en torno a 0,01 eV).
Así, en el semiconductor aparecerá una mayor cantidad de electrones que de huecos; por ello se dice que los electrones son los portadores mayoritarios de la energía eléctrica y puesto que este excedente de electrones procede de las impurezas pentavalentes, a éstas se las llama donadoras. Aun siendo mayor n que p, la ley de masas se sigue cumpliendo, dado que aunque
aparentemente sólo se aumente el número de electrones libres, al hacerlo, se incrementa la probabilidad de recombinación, lo que resulta en un disminución del número de huecos p, es decir: :n > ni = pi > p, tal que: n·p = ni²
Por lo que respecta a la conductividad del material, ésta aumenta enormemente, así, por ejemplo, introduciendo sólo un átomo donador por cada 1000 átomos de silicio, la conductividad es 24100 veces mayor que la del silicio puro.
En cambio si se ha dopado con elementos trivalentes (Al, B, Ga o In), las impurezas aportan una vacante, por lo que se las denomina aceptoras (de electrones, se entiende). Ahora bien, el espacio vacante no es un hueco como el formado antes con el salto de un electrón, sino que tiene un nivel energético ligeramente superior al de la banda de valencia (del orden de 0,01 eV).
En este caso, los electrones saltarán a las vacantes con facilidad dejando huecos en la banda de valencia en mayor número que electrones en la banda de conducción, de modo que ahora son los huecos los portadores mayoritarios.
Al igual que en el caso anterior, el incremento del número de huecos se ve compensado en cierta medida por la mayor probabilidad de recombinación, de modo que la ley de masas también se cumple en este caso:
- Hay que hacer mejor presentables estos datos. *
- Prefiero dos gráfico a una tabla. *

| Átomo     |       |   |
| Fósforo   | 0.044 | D |
| Astato    | 0.049 | D |
| Antimonio | 0.039 | D |
| Bismuto   | 0.067 | D |
| Boro      | 0.045 | A |
| Aluminio  | 0.057 | A |
| Galio     | 0.065 | A |
| Indio     | 0.16  | A |
| Talio     | 0.26  | A |
| Zinc      | 0.55  | A |
| Zinc      | 0.31  | A |
| Cobre     | 0.49  | A |
| Cobre     | 0.24  | A |
| Oro       | 0.54  | A |
| Oro       | 0.35  | D |
| Hierro    | 0.55  | D |
| Hierro    | 0.40  | D |
| Mn        | 0.53  | D |
| Litio     | 0.033 | D |

Germanio
P 0.012
As 0.013
Sb 0.0096
B 0.01
Al 0.01
Ga 0.011
In 0.011
Tl 0.01
Cobre C 0.26 A V 0.32 A 0.04 A
Ag C 0.13 A 0.29 A V 0.09 A
Au C 0.04 A 0.20 A V 0.15 A 0.05 D
Zn V 0.09 A 0.03 A
Cd V 0.20 A 0.06 A
Mn C 0.37 A V 0.16 A
Fe C 0.27 A V 0.35 A
Co C 0.31 A V 0.25 A
Ni C 0.30 A V 0.22 A
Pt C 0.20 A V 0.04 A
- Datos: Q5872551